# Liogluta nigropolita
Liogluta nigropolita är en skalbaggsart som beskrevs av Max Bernhauer 1907. Liogluta nigropolita ingår i släktet Liogluta och familjen kortvingar. Inga underarter finns listade i Catalogue of Life.